# Niue op de Gemenebestspelen

Vlag van Niue

Niue is een eiland dat deelneemt aan de Gemenebestspelen (of Commonwealth Games). De eerste deelname was op de Gemenebestspelen 2002. In 2022 won het land een eerste bronzen medaille.

## Medailles
| Niue op de Gemenebestspelen | Niue op de Gemenebestspelen | Niue op de Gemenebestspelen | Niue op de Gemenebestspelen | Niue op de Gemenebestspelen | Niue op de Gemenebestspelen |
| --------------------------- | --------------------------- | --------------------------- | --------------------------- | --------------------------- | --------------------------- |
| Jaar                        | Goud                        | Zilver                      | Brons                       | Totaal                      | Rang                        |
| 2002                        | -                           | -                           | -                           | -                           | /                           |
| 2006                        | -                           | -                           | -                           | -                           | /                           |
| 2010                        | -                           | -                           | -                           | -                           | /                           |
| 2014                        | -                           | -                           | -                           | -                           | /                           |
| 2018                        | -                           | -                           | -                           | -                           | /                           |
| 2022                        | -                           | -                           | 1                           | 1                           | 40                          |